# IRL (singel)
IRL – singel polskiej raperki bambi, który został wydany 9 lutego 2023 za pomocą wytwórni BE Records za pośrednictwem Universal Music Polska.
Nagranie otrzymało w Polsce status 3× platynowej płyty 23 grudnia 2024.

## Nagrywanie
Utwór został wyprodukowany przez mjonszu'a, a zrealizowany przez Wroobela. Za mix/mastering utworu odpowiada DJ Johny. Tekst do utworu został napisany przez Michalinę Włodarczyk.

## Twórcy
Opracowane na podstawie opisu oficjalnego teledysku, Genius oraz Spotify.
- bambi – wokal, tekst
- mjonszu – produkcja, kompozycja
- Wroobel – realizacja
- DJ Johny – mix, mastering

## Teledysk
Do utworu powstał teledysk, który udostępniono 17 maja 2023 za pośrednictwem serwisu YouTube.

## Certyfikat i sprzedaż
| Państwo       | Certyfikat         | Sprzedaż | Data przyznania |
| ------------- | ------------------ | -------- | --------------- |
| Polska (ZPAV) | 3× platynowa płyta | 150 000+ | 23 grudnia 2024 |
| Polska (ZPAV) | 2× platynowa płyta | 100 000+ | 20 grudnia 2023 |

## Notowania na listach
- OLiS: 2[7]
- Spotify: 1[8]